# Lijst van Nieuw-Zeelandse autosnelwegen en expreswegen

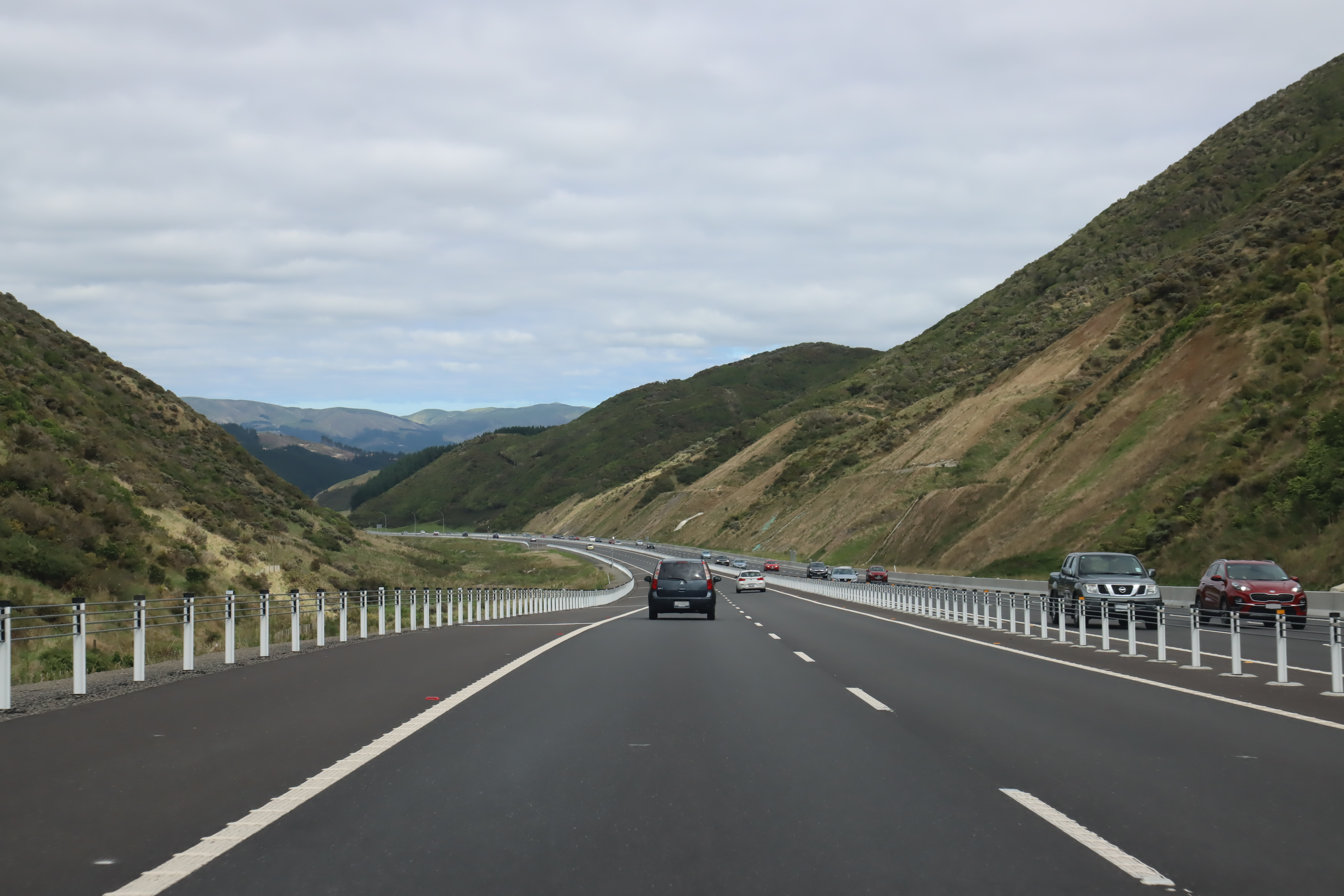
Transmission Gully Motorway

De autosnelwegen en expreswegen van Nieuw-Zeeland zijn enkele korte wegen in de buurt van grote steden. Er is geen landelijk netwerk en de stedelijke netwerken zijn niet met elkaar verbonden door autosnelwegen. Rond Auckland ligt het grootste snelwegennet.
Alle autosnelwegen en expreswegen zijn onderdeel van een nationale weg (State Highway) en dragen het wegnummer van de nationale weg waarover ze lopen. De individuele autosnelwegen en expreswegen hebben daarnaast wel een naam.
Autosnelwegen zijn moeten aan dezelfde voorwaarden voldoen als in Nederland en België, terwijl expreswegen lagere ontwerpstandaarden hebben. Ze kunnen bijvoorbeeld gelijkvloerse kruisingen of minder dan vier rijstroken hebben.

## Huidige wegen
| Naam                            | Nummer            | Route                                                   | Regio       | Status      | Lengte |
| ------------------------------- | ----------------- | ------------------------------------------------------- | ----------- | ----------- | ------ |
| Auckland Northern Motorway      | SH1               | Puhoi - Albany - Auckland                               | Auckland    | autosnelweg | 39 km  |
| Auckland Northwestern Motorway  | SH16              | Auckland - Westgate                                     | Auckland    | autosnelweg | 18 km  |
| Auckland Southern Motorway      | SH1               | Auckland - Manukau - Papakura - Bombay                  | Auckland    | autosnelweg | 46 km  |
| Auckland Southwestern Motorway  | SH20              | Manukau - Mangere - Onehunga - Mount Roskill            | Auckland    | autosnelweg | 19 km  |
| Christchurch-Lyttelton Motorway | SH74              | Christchurch - Lyttelton                                | Canterbury  | autosnelweg | 6 km   |
| Christchurch Northern Motorway  | SH1               | Woodend - Kaiapoi - Belfast                             | Canterbury  | autosnelweg | 10 km  |
| Dunedin Southern Motorway       | SH1               | Dunedin - Green Island - Fairfield - Mosgiel            | Otago       | autosnelweg | 11 km  |
| Dunedin-Waitati Highway         | SH1               | Waitati - Dunedin                                       | Otago       | expresweg   | 15 km  |
| Hawkes Bay Expressway           | SH2B, SH50, SH50A | Hastings - Taradale - Napier                            | Hawke's Bay | expresweg   | 22 km  |
| Hutt Valley Expressway          | SH2               | Upper Hutt - Lower Hutt - Ngauranga                     | Wellington  | expresweg   | 20 km  |
| Johnsonville-Porirua Motorway   | SH1               | Porirua - Johnsonville                                  | Wellington  | autosnelweg | 11 km  |
| Upper Harbour Motorway          | SH18              | North Shore City - Greenhithe - Hobsonville - Waitakere | Auckland    | autosnelweg | 14 km  |
| Waikato Expressway              | SH1               | Bombay - Ohinewai                                       | Waikato     | expresweg   | 34 km  |
| Wellington Urban Motorway       | SH1               | Ngauranga - Wellington                                  | Wellington  | autosnelweg | 7 km   |

## Toekomstige wegen
| Naam                           | Nummer      | Route           | Regio      | Status      | Lengte |
| ------------------------------ | ----------- | --------------- | ---------- | ----------- | ------ |
| Christchurch Southern Motorway | SH73, SH73A | In Christchurch | Canterbury | autosnelweg | 10 km  |